# Třída Aconit
Aconit (F703) (jinak též typ F65) byl fregata francouzského námořnictva, jediný dokončený z pěti plánovaných jednotek své třídy (Francouzi je však původně klasifikovali jako protiponorkové korvety typu C65). Řešení s jedním lodním šroubem se pro nízkou rychlost lodi neosvědčilo, stejně jako absence protiponorkového vrtulníku. Jako náhrada za zrušené jednotky této třídy proto byly postaveny tři vylepšené fregaty třídy Tourville. Aconit sloužil ve francouzském námořnictvu až do svého vyřazení v roce 1996.

## Stavba
Fregatu postavila francouzská loděnice Arsenal de Lorient v Lorientu. Kýl plavidla byl založen v lednu 1967, dne 7. března 1970 byl trup spuštěn na vodu a konečně 30. dubna 1973 byl fregata přijata do služby.

## Konstrukce
Projekt třídy Aconit původně nesl označení korveta typu C65. Mimo kanónů loď původně nesla čistě protiponorkovu výzbroj. Na přídi a na zádi stála jedna dělová věž se 100mm kanónem Creusot-Loire. Za příďovou věží byl umístěn jeden 305mm vrhač raketových hlubinných pum, který v 80. letech nahradily dva čtyřnásobné kontejnery protilodních střel MM 40 Exocet. Ve středu plavidla se nacházelo jednoduché odpalovací zařízení protiponorkového systému Malafon, ke kterému bylo neseno 13 střel. Protiponorkovou výzbroj dále doplňovaly dva 550mm protiponorkové torpédomety, pro které bylo na palubě 10 torpéd. Sonary byly typů DUBV 23 a DUBV 43. Pohonný systém tvořily dva kotle a jedna převodová turbína. Nejvyšší rychlost dosahovala 27 uzlů.